# Releul de radio-televiziune Lapoș
Stația Lapoș (Comănești) este un complex de transmisii terestre ce aparține de sucursala Direcția Radiocomunicații Iași (S.R. Iași) a   Societății Naționale de Radiocomunicații (Radiocom). A fost construit în anul 1958. Se află în Munții Ciucului (Vârful Obcina Lapoșului cu înălțimea de 1337 m). În iunie 1969 a fost montat pilonul metalic ancorat.
Accesul se face pe un drum forestier în lungime de 25 km dificil de parcurs pe timp ploios.

## Televiziune

### Digitală
Transmisie DVBT-2 inaugurată la 11 noiembrie 2015:
- Canalul 40: actual 2,5 kW, MUX 1: canalele Societatății Române de Televiziune.

## Radio
- Radio Antena Satelor 89,00 MHz[5]
- Radio ZU 90,30 MHz[6]
- Radio Trinitas 93,50 MHz[7]
- Digi FM 98,50 Mhz[8]
- Radio România Cultural 101,40 MHz[9]
- Radio România Actualități 104,70 MHz[10]
- Europa FM 106,30 MHz[11]